# Sofa u obliku usta Mae West
Sofa u obliku usta Mae West nadrealistički je objekt (sofa) koji je 1936./1937. napravio Salvador Dalí. Ova drvena sofa, tapecirana i presvučena tamno i svijetlo ružičastim pustom, modelirana je prema ustima glumice Mae West, koja je navodno fascinirala samog Dalíja. Sofa ima dimenzije 92 x 213 x 80 cm. Ovo djelo naručio je tijekom 1930-ih Edward James u čijoj se privatnoj zbirci, do nedavno, objekt i nalazio, a danas se čuva u Brightonu u Engleskoj.

## Vanjske poveznice
- Sofa u obliku usta Mae West na web stranici Olga's Gallery